# Adam Darius
Adam Darius (né à New York le 10 mai 1930 et mort le 3 décembre 2017) est un danseur, artiste mime, écrivain et chorégraphe américain. En tant qu'artiste de performance, il est apparu dans plus de 80 pays sur six continents. En tant qu'écrivain, il a publié 13 livres et a écrit 21 pièces de théâtre.
Dans un programme consacré à sa carrière, la BBC World Service l'a décrit comme « l'un des talents les plus exceptionnels du XXe siècle »

## Biographie
Adam Darius est né à Manhattan, New York, dans une famille d'ascendance turque et russe.

### Carrière
Adam Darius a appris le ballet et la danse contemporaine avec, entre autres, Anatole Oboukhov, George Goncharov, Olga Preobrajenska et José Limón. En tant que comédien, Adam Darius a étudié avec Raikin Ben-Ari du Théâtre Habimah (Moscou), avec l'actrice célèbre Shelley Winters et avec Herbert Berghof.
Il a ensuite dansé dans une douzaine de compagnies de ballet, dont le Ballet International (Royaume-Uni), le Royal Winnipeg Ballet (Canada), le Ballet de Rio de Janeiro (Brésil) et le Ballet scandinave (Danemark). Il a aussi été chorégraphe pour l'Opéra national d'Israël, puis directeur de sa propre compagnie, le Ballet d'Israël. Il a chorégraphié des ballets pour des prime ballerine américaines, Cynthia Gregory (en) et Melissa Hayden et, pour le ténor Plácido Domingo, il a chorégraphié quatre opéras.
La galerie panoramique des rôles tragiques et comiques créés par Adam Darius s'étend du vagabond du film irlandais Stigmata à Puck qu'il interpréta, en suédois shakespearien, dans la première scandinave de l'opéra de Benjamin Britten, Le songe d'une nuit d'été.
Adam Darius a également collaboré avec le réalisateur le plus célèbre de cinéma suédois, Ingmar Bergman, l'acteur français Jean-Louis Barrault et le chanteur et compositeur belge Jacques Brel.

### Mime expressif
Plus tard, Adam Darius a commencé à développer sa propre fusion de la danse et du mime dans un nouveau style, décrit comme « mime expressif ». Dans le spectacle solo qui a suivi, il est apparu à travers le monde, y compris dans des pays lointains tels que l'Afghanistan, l'Union soviétique, Taïwan, l'Indonésie, le Swaziland, la Papouasie-Nouvelle-Guinée et l'Australie. Sa tournée en Union Soviétique en 1971 fut un succès qu'aucun artiste de danse américain n'avait atteint depuis Isadora Duncan et culmina en 27 rappels dans la salle de concerts à Leningrad.
En tant que croyant en la puissance de l'art pour servir de pont entre diverses cultures, il a joué à plusieurs reprises à travers le monde arabe, à Damas, Casablanca, Beyrouth, Le Caire, Alexandrie, Amman, Téhéran, Ispahan, Chiraz, Istanbul et Tunis.
Le concept de théâtre physique de Darius a conduit à des productions londoniennes de la Tour de Babel et de Rimbaud et Verlaine, en collaboration avec Kazimir Kolesnik. Ensemble, ils ont créé Yukio Mishima, qui a d'abord été présenté à la prison pour femmes de Holloway (Londres) et vu plus tard en Finlande, en Slovénie et au Portugal. Parmi leurs autres productions conjointes figure A Snake in the Grass, présenté à Amman, en Jordanie et récompensé du Prix Noor Al Hussein.
En collaboration avec Kazimir Kolesnik, il a réalisé, chaque année de 1989 à 1998, le Théâtre pour enfants des îles Shetland. Là, dans la salle la plus au nord de Grande-Bretagne, le Théâtre de la Garnison, ils ont monté, entre autres, leurs productions suivantes : La Recherche de Shirley Temple, Le Père Noël à Las Vegas et King of Rock 'n' Roll.
Adam Darius continue son tour du monde avec Kazimir Kolesnik dans leur performance en duo Décès d'un épouvantail.

### Enseignement
Adam Darius a enseigné, en plus de jouer, depuis les premières années de sa carrière.
En 1978, Adam Darius et Marita Crawley ont fondé le Centre de mime à Londres, un lieu où les étudiants de partout dans le monde peuvent étudier le système de mime expressive d'Adam Darius. Ce cours a constitué la base du livre The Adam Darius Method. En Grande-Bretagne, il compte parmi ses élèves, entre autres, l'artiste mime, danseur et metteur en scène, Kazimir Kolesnik; la rock star Kate Bush; les stars d'Hollywood, Kate Beckinsale et Jennifer Beals; les acteurs britanniques Warren Mitchell et Clarke Peters; ainsi que le dramaturge syrien, Riad Ismat.
En 1994, le Centre Mime a été déplacé à Helsinki, en Finlande. Adam Darius continue d'enseigner à de nombreux membres éminents du monde de la danse tels que Frank Andersen, ancien directeur du Ballet royal danois, Dinna Bjørn, ancien directeur du Ballet national de Finlande, Fernando Jhones du Ballet national de Cuba, et Carolina Agüero et Dario Franconi du Ballet de Hambourg.
Adam Darius donne des cours de maître chaque fois qu'il est en tournée. Des compagnies théâtrales à travers le continent africain ont bénéficié de son enseignement, tout comme les acteurs de l'Asie, de la Malaisie au Japon. En Amérique du Nord, il a beaucoup enseigné à New York, en Floride et en Californie.

## Principaux ballets
- Marilyn, ballet basé sur la vie de Marilyn Monroe, parrainé par le groupe de rock Jethro Tull, qui a été représenté pendant cinq semaines dans le West End de Londres
- Le Ballet d'Anne Frank, sa création la plus connue, produite en vidéo, dans laquelle il a dansé le rôle d'Otto Frank, le père d'Anne Frank.

## Livres
| Auteur       | #  | Année | Titre                                           | Pages | Éditeur                | Ville    | ISBN                     | Genre            |
| ------------ | -- | ----- | ----------------------------------------------- | ----- | ---------------------- | -------- | ------------------------ | ---------------- |
| Darius, Adam | 1  | 1973  | Dance Naked in the Sun                          | 325   | Latonia Publishers     | Londres  | (ISBN 978-0-9502707-0-8) | Autobiographie   |
| Darius, Adam | 2  | 1978  | The Way to Timbuktu                             | 276   | Latonia Publishers     | Londres  | (ISBN 978-0-9502707-1-5) | Autobiographie   |
| Darius, Adam | 3  | 1984  | The Adam Darius Method                          | 270   | Latonia Publishers     | Londres  | (ISBN 978-0-9502707-2-2) | Technique        |
| Darius, Adam | 4  | 1988  | The Man Who Spat at Fate                        | 251   | Latonia Publishers     | Londres  | (ISBN 978-0-9502707-3-9) | Roman            |
| Darius, Adam | 5  | 1991  | The Guru                                        | 115   | Latonia Publishers     | Londres  | (ISBN 978-0-9502707-4-6) | Philosophie      |
| Darius, Adam | 6  | 1996  | The Commedia Dell' Arte                         | 97    | Kolesnik Production OY | Helsinki | (ISBN 978-952-90-7188-3) | Technique        |
| Darius, Adam | 7  | 1998  | Acting - A Psychological and Technical Approach | 208   | Kolesnik Production OY | Helsinki | (ISBN 978-952-90-9146-1) | Technique        |
| Darius, Adam | 8  | 2000  | Audition Monologues                             | 128   | Kolesnik Production OY | Helsinki | (ISBN 978-951-98232-0-1) | Technique        |
| Darius, Adam | 9  | 2003  | Double Existence                                | 202   | Kolesnik Production OY | Helsinki | (ISBN 978-951-98232-1-8) | Roman            |
| Darius, Adam | 10 | 2004  | A Nomadic Life                                  | 250   | Kolesnik Production OY | Helsinki | (ISBN 978-951-98232-2-5) | Autobiographie   |
| Darius, Adam | 11 | 2005  | When Your Dog Dies                              | 63    | Kolesnik Production OY | Helsinki | (ISBN 978-951-98232-3-2) | Bien-être animal |
| Darius, Adam | 12 | 2007  | Arabesques Through Time                         | 407   | Harlequinade Books     | Helsinki | (ISBN 978-951-98232-4-9) | Autobiographie   |
| Darius, Adam | 13 | 2009  | Death in Damascus                               | n/a   | e-libre                | n/a      | (ISBN 978-952-92-5476-7) | Roman            |

## Distinctions honorifiques
- 1976 : Médaille d'argent du Festival Monodrames de Belgrade (Yougoslavie)
- 1976 : Membre honoraire de la Communauté du Nord de Sumatra (Indonésie)
- 1978 : American Television Emmy (US)
- 1984 : Premio Positano Léonide Massine Per L'Arte della Danza (Italie)
- 1987 : Clé de la ville de Las Vegas (US)
- 1998 : Shetland Danse and Mime Award (Royaume-Uni)
- 2001 : Noor Al Hussein Foundation Award (Jordanie)
- 2002 : Beyrouth Festival du Rire Trophy (Liban)
- 2003 : Noor Al Hussein Foundation Award (Jordanie)
- 2009 : Commande de Luis Manuel Gutiérrez (Venezuela)